# 贝桑库尔
贝桑库尔（法語：Bessancourt，法語發音：[bɛsɑ̃kuʁ] ⓘ）是法国法兰西岛大区瓦兹河谷省的一个市镇，属于蓬图瓦兹区。

## 地理
贝桑库尔（49°2'16"N, 2°12'48"E）面积6.39 平方千米，位于法国法蘭西島大區瓦兹河谷省，该省份为法国北部内陆省份，北起瓦兹省，西接厄尔省，南至塞纳-圣但尼省、上塞纳省和伊夫林省，东临塞纳-马恩省。
与贝桑库尔接壤的市镇（或旧市镇、城区）包括：弗雷皮永、瓦兹河畔梅里、皮埃尔莱、塔韦尼。

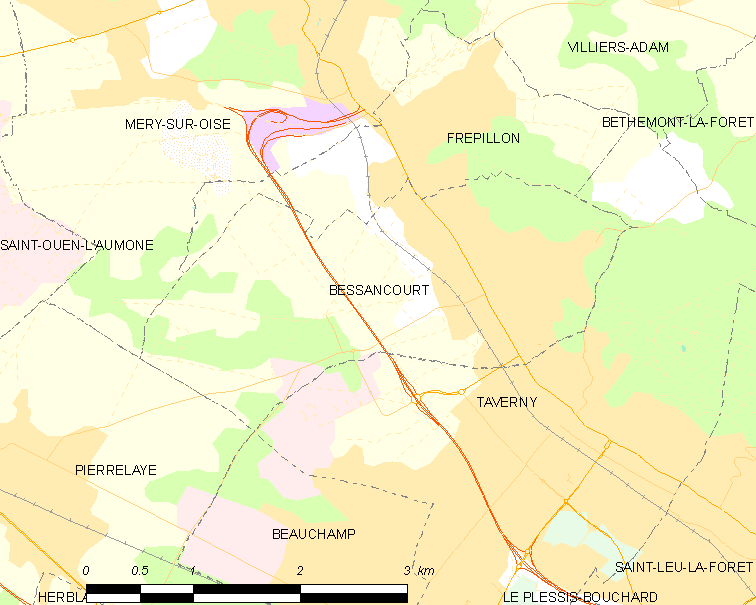
贝桑库尔的OSM定位图

贝桑库尔的时区为UTC+01:00、UTC+02:00（夏令时）。

## 行政
贝桑库尔的邮政编码为95550，INSEE市镇编码为95060。

## 政治
贝桑库尔所属的省级选区为塔韦尼县。

## 人口

1962-2008年间贝桑库尔人口变化图示

贝桑库尔于2022年1月1日时的人口数量为8521人。